# Gnathaphanus
Gnathaphanus es un  género de coleópteros adéfagos de la familia Carabidae.

## Especies
Comprende las siguientes especies:
- Gnathaphanus aridus Blackburn, 1892
- Gnathaphanus froggatti (Macleay, 1888)
- Gnathaphanus herbaceus Sloane, 1900
- Gnathaphanus latus Sloane, 1900
- Gnathaphanus licinoides Hope, 1842
- Gnathaphanus melbournensis (Castelnau, 1867)
- Gnathaphanus multipunctatus (Macleay, 1888)
- Gnathaphanus philippensis (Chevrolat, 1841)
- Gnathaphanus picipes (Macleay, 1864)
- Gnathaphanus porcatulus (Macleay, 1888)
- Gnathaphanus pulcher (Dejean, 1829)
- Gnathaphanus punctifer (Castelnau, 1867)
- Gnathaphanus riverinae Sloane, 1895
- Gnathaphanus sexpunctatus (Macleay, 1888)
- Gnathaphanus whitei Sloane, 1917